# Neuralgia posherpética
La neuralgia postherpética (NPH) es una complicación —una entidad nosológica— que se produce tras la presencia de una enfermedad viral que afecta a la piel y se denomina herpes zóster. En fases iniciales de la enfermedad el herpes zóster produce unas lesiones vesiculares cutáneas acompañadas por dolor siguiendo la distribución del dermatoma afectado, en la mayoría de los casos con predilección de la rama oftálmica, llamado herpes zóster oftálmico. En la fase aguda, las lesiones desaparecen en un periodo variable de dos a cuatro semanas y el dolor lo hace algunos días después. 
La NPH se define como la presencia del dolor u otros síntomas acompañantes como parestesias (sensación de hormigueo) 30 días después de que aparezcan los primeros síntomas del herpes, puede ser aparición de novo, persistencia desde el inicio de la enfermedad o recurrencia del dolor. En la NPH el dolor continúa en el territorio del dermatoma durante meses o años a pesar de que las lesiones de la piel se han curado y no existen síntomas cutáneos de la enfermedad; el dolor puede manifestarse como sensación de "toque eléctrico", muy intenso, breve e intermitente debido a la lesión neuronal a nivel de la primera neurona, generalmente de la rama oftálmica del nervio trigémino; otras veces, el dolor puede ser opresivo o urente ("quemante") en el mismo territorio cutáneo, intenso, continuo y constante hasta por varias horas a días e incapacitante con sensación inespecífica en su localización debido a la lesión neuronal a nivel de la segunda neurona a nivel retroganglionar. Es la complicación más frecuente que tiene lugar tras la aparición de un herpes zóster y sucede en más del 10 % de los casos en la fase subaguda de la enfermedad. Su frecuencia es muy variable dependiendo de la edad. Los pacientes menores de 60 años tienen un riesgo de presentarla de 1,8 %, por el contrario en los mayores de 60 años aumenta hasta el 3,7 %.
El virus varicela herpes zóster (VHZ) es neurotrófico y se aloja en el tejido nervioso vecino hasta alcanzar el ganglio sensitivo del nervio causando la muerte neuronal. 
La NPH remite espontáneamente dentro de los primeros seis meses, y en algunos casos el dolor persiste indefinidamente hasta recibir alguna opción terapéutica definitiva. 
El tratamiento de la NPH debe ser individualizado para la fase de la enfermedad, características específicas del dolor, síntomas asociados y estado clínico general de cada enfermo. En términos generales se recomienda iniciar con medicamentos con efecto antineurítico como son los antiepilépticos, antidepresivos; analgésicos y antiinflamatorios no esteroideos, analgésicos derivados morfínicos y el uso cauteloso de antiinflamatorios esteroideos. En casos refractarios al tratamiento farmacológico se recomienda algún procedimiento de neurocirugía funcional.

## Nuevos tratamientos
El tratamiento farmacológico de la NPH es insatisfactorio para muchos pacientes y existe una necesidad clínica de nuevos tratamientos. Entre 2016 y 2023 se han realizado 18 ensayos clínicos evaluando 15 moléculas con acciones farmacológicas sobre nueve dianas moleculares diferentes: antagonismo del receptor de angiotensina tipo 2 (AT2R) (olodanrigan), inhibición de la subunidad α2δ del canal de calcio dependiente de voltaje (VGCC) (crisugabalina, mirogabalina y pregabalina), bloqueo del canal de sodio activado (VGSC) (funapida y lidocaína), inhibición de la ciclooxigenasa-1 (COX-1) (TRK-700), inhibición de la quinasa 1 asociada al adaptador (AAK1) (LX9211), proteína similar a la lantionina sintetasa C (LANCL) activación (LAT8881), antagonismo del receptor de N-metil-D-aspartato (NMDA) (esketamina), agonismo del receptor de opioides mu (tramadol, oxicodona e hidromorfona) e inhibición del factor de crecimiento nervioso (NGF) (fulranumab). De ellos, algunos de ellos reportan resultados prometedores mientras que otros no funcionaron.  Con suerte, estos tratamientos experimentales darán como resultado un mejor manejo clínico de la NPH.